# Бої за острів Зміїний
Бої за острів Зміїний розпочалися 24 лютого 2022 року з обстрілу українського прикордонного гарнізону на о. Зміїний під час повномасштабного російського вторгнення в Україну, і подальшого захоплення острова російськими військами.

30 червня 2022 року російський гарнізон було поспіхом евакуйовано, а 4 липня бійці спецпідрозділу НГУ «Омега» встановили на острові прапор України.

## Захоплення острова
Близько 18:00 24 лютого 2022 року до захисників острова Зміїний підійшли ракетний крейсер «Москва», фрегат «Адмірал Ессен» і патрульний корабель «Василь Биков» ЧФ ВМФ РФ. Гарнізону острова запропонували здатися. Одним із керівників обстрілу був Антон Купрін, що до 2020 року керував судном «Адмірал Ессен».

У заяві до українських прикордонників острова Зміїний йшлося:
Ви перебуваєте в повній ізоляції в зоні ураження зброї. У разі опору будете знищені. Подумайте про дітей і близьких, яким ви потрібні, які вас люблять і чекають удома живими. Це скоро закінчиться і ви продовжите своє звичне життя. Прийміть правильне рішення, залиштеся живими. Повідомте каналами зв'язку, на 16 каналі, про намір співпрацювати. Припинити роботу РЛЗ та засобів зв'язку. Вишикуватися та скласти зброю. Діяти згідно з такими вказівками.
Однак прикордонники не погодилися виконати пропозицію та грубо відмовили окупантам фразою яка стала легендарною: Русский военный корабль иди на ... Після цього по гарнізону було завдано інтенсивного ракетно-артилерійського удару.

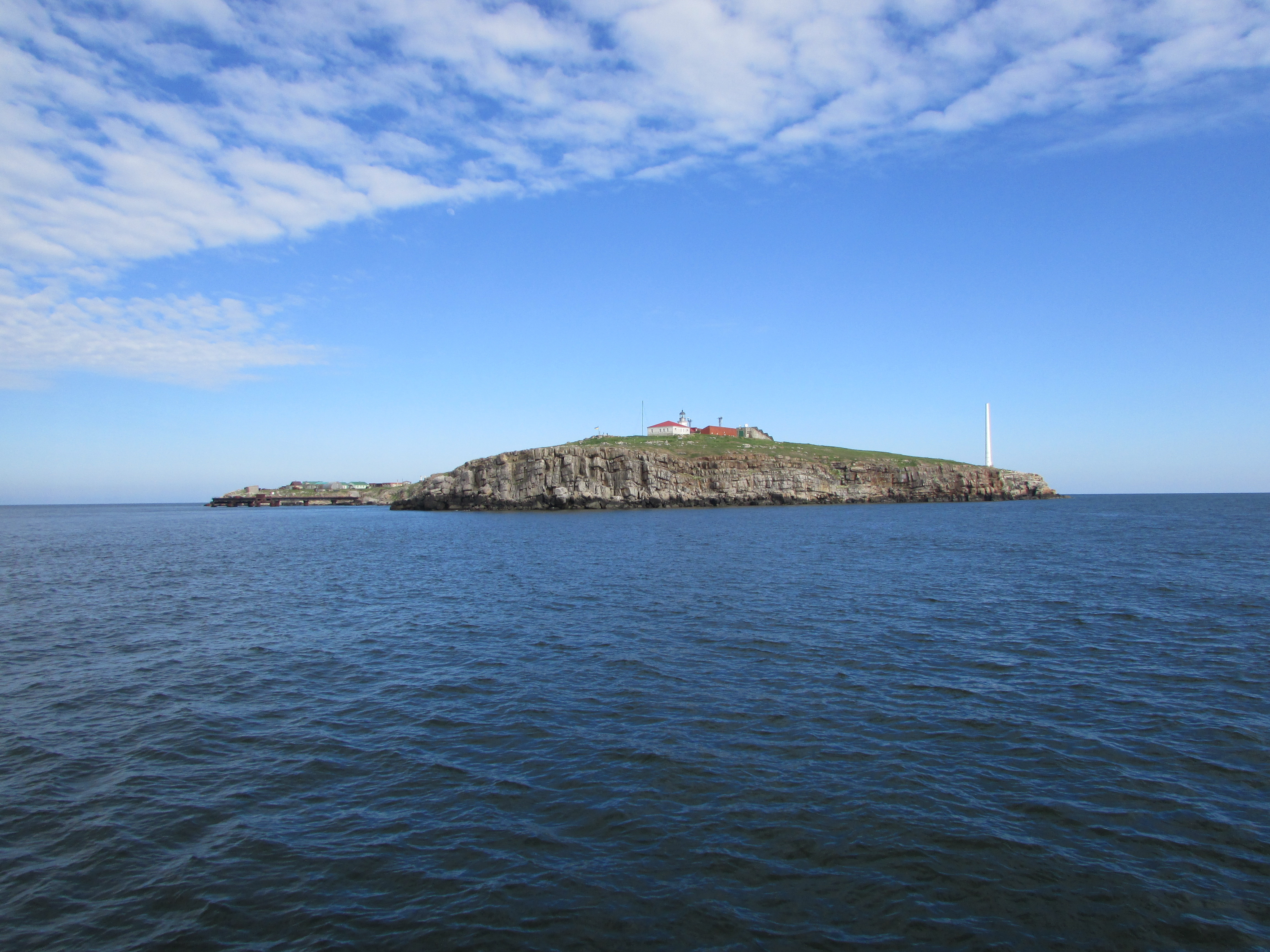
Острів 2016 року

Атаки на острів почалися ввечері 24 лютого 2022 року. В результаті обстрілу всі споруди на ньому були зруйновані, але українські прикордонники продовжили захищати острів. Після кількох годин бою російські окупанти захопили острів.
Спершу поширили інформацію, що загинули всі 13 прикордонників.
26 лютого Прикордонна служба України повідомила, що захисники острова Зміїного можуть перебувати в полоні російських військ.
27 лютого російські пропагандистські ЗМІ поширили сюжет, де брали інтерв'ю в начебто затриманих захисників острова. Згодом з'ясувалося, що людина, яка давала інтерв'ю від імені українського військового, була підставною особою.
В інтерв'ю російським журналістам 27 березня 2022 президент Зеленський заявив, що частина прикордонників загинула, частина потрапила в полон, полонених згодом обміняли на російських окупантів.

## Перебіг подій
14 квітня біля острову дві ракети «Нептун» потопили ракетний крейсер «Москва», що був флагманом чорноморського флоту РФ.
26 квітня ОК «Південь» повідомило про ураження російських сил на острові; зафіксовано влучання в пункт управління та знищення зенітно-ракетного комплексу «Стріла-10».
30 квітня ОК «Південь» повідомило, що на острові розбили 3 зенітні установки, зенітно-ракетний комплекс «Стріла-10», а також машину зв'язку — серверну з телекомунікаційним обладнанням, знищили 42 одиниці особового складу.
2 травня на світанку біля острова Зміїний у Чорному морі знищили два російських патрульно-десантних катерів «Раптор», удар по катерам наносив ударний безпілотник Bayraktar TB2. Оприлюднили відповідне відео, на якому видно, як у російські багатоцільові катери типу «Раптор» влучає керований боєприпас, після чого відбувається вибух і пожежа на них.
7 травня була спроба висадки десанту, на острів летіло 4 Мі-24, 4 Мі-8, декілька броньованих артилерійських катерів «Гюрза-М», та 1 десантно-штурмовий катер «Станіслав», ЗСУ нанесли багато ударів по острову Зміїний. Знищено: два катери типу «Раптор» (один отримав пошкодження), малий десантний катер, ЗРК «Тор»; 80 рашистів пішли на дно.Під час висадки десанту Десантно-штурмовий катер «Станіслав» був уражений російською ракетою і затонув під час боїв за острів Зміїний 7 травня 2022 року. Зі всього екіпажу зникло безвісти п'ять людей..
17 червня ВМС ЗСУ завдали в Чорному морі удару по російському військовому буксиру, на борту якого був зенітно-ракетний комплекс «ТОР». В акваторії Чорного моря вразили буксир Чорноморського флоту «Василій Бех» американською ракетою «Гарпун» під час транспортування ним на острів Зміїний боєприпасів, озброєння та особового складу Чорноморського флоту. Навіть наявність на борту зенітно-ракетного комплексу «ТОР» не завадила Військово-морським силам України демілітаризувати російських загарбників.
20 червня ЗСУ завдали масованого удару по російському гарнізону на острові, окупанти зазнали значних втрат.
26 червня літак Су-24 у складі командира полковника Михайла Матюшенка та штурмана майора Юрія Красильнікова знищив ворожий зенітно-ракетного комплекс «Панцир» на острові. Однак їхній літак був уражений ворожими засобами ППО та впав у акваторії Чорного моря; пілоти загинули.
27 червня ЗСУ завдали 10 авіаударів по території острова, внаслідок чого було знищенно російський ЗРГК «Панцирь-С1».

30 червня ОК «Південь» повідомило про евакуацію залишків російського гарнізону двома швидкісними катерами, це сталося після нічних ракетних ударів. МО РФ повідомило про виведення російського гарнізону з території острова, назвавши це «кроком доброї волі».
1 липня українськими БПЛА Bayraktar TB2 одним влучним ударом знищено декілька російських вантажівок та одну РСЗВ БМ-21 «Град» з боєкомплектом, що стояли на причалі. Залишки покинутої техніки намагались знищити і російські льотчики ударами з Су-24М та Су-30.
4 липня острів Зміїний повернувся під контроль України, на острів доставлено гелікоптером Державний Прапор України. Військова операція з деокупації завершена і територія знову повернена під юрисдикцію України.
Вночі 7 липня до острова Зміїний на підводних носіях підійшли бойові плавці 73-го морського центру СпП імені кошового отамана Антіна Головатого ССО України. За допомогою спеціального обладнання вони обстежили прибережну зону на наявність протичовнових та протидесантних мін. Після встановлення проходу для човнів основної групи вони подали сигнал для продовження операції. Першими на острів зійшли інженери, які розчищали прохід від мінних загороджень та пасток для решти групи. Після виходу на плато острову група розпочала виконувати завдання: огляду місцевості, фіксації та збору даних про ворожу техніку, озброєння та матеріально-технічні засоби противника, завезені ним на Зміїний.

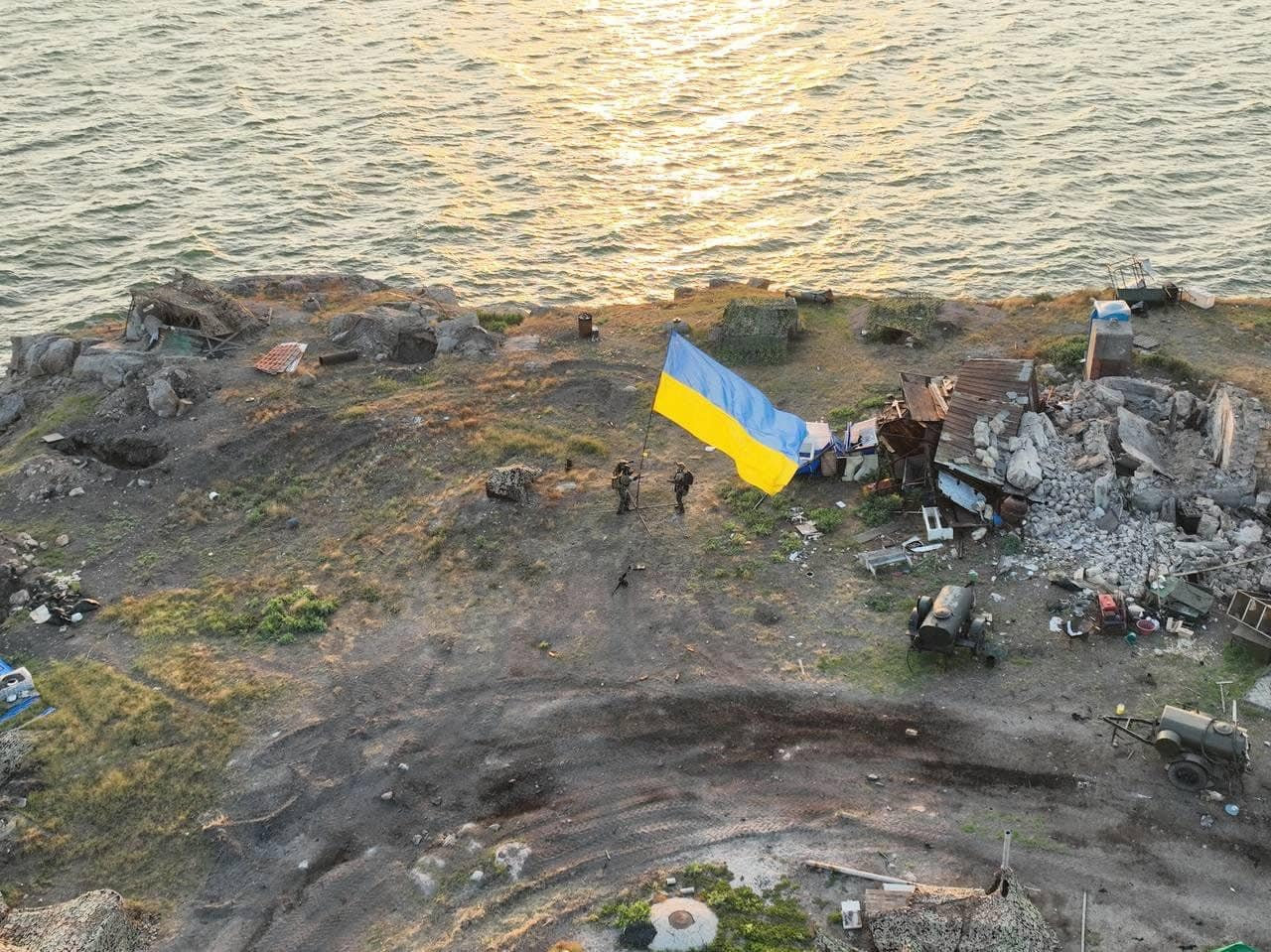
Встановлення прапора 7 липня 2022 року

Під час виконання завдання зведена група встановила українські прапори у різних частинах острову. Також над Зміїним замайорів стяг 73-го центру спеціального призначення ССО України. В той час, коли українські воїни виконували завдання, російські окупаційні судна почали маневрування в напрямку острова Зміїного. Виконавши завдання, зведена група покинула острів. Після цього окупанти нанесли ракетний удар по Зміїному, влучивши у пірс. Група українських воїнів у повному складі неушкодженою повернулася на базу.
Планування та керівництво операції здійснювало командування 73-го окремого морського центру спеціального призначення. Воїни цього центру склали основну частину зведеної групи. Також до безпосередньої участі в операції були залучені інженери 59-ї окремої мотопіхотної бригади, бійці ГУР МО та 801-го окремого загону ВМС України.
У ніч проти 11 лютого 2023 року з двох Су-24М росіяни здійснили бомбардування безлюдного на той час острова Зміїний, скинувши чотири авіабомби.

## У культурі
Остання фраза в етері, що прозвучала від захисників острова Зміїного, — «Російський військовий кораблю, іди нахуй!» — стала символом незламності українського війська та призвела до шквалу творчості.
За авторством Олександри Смілянської з'явився російськомовний вірш «Пять слов» (за першим рядком «Кто-то, конечно, хороший, но он не готов»), кожна з п'яти строф якого завершується останньою фразою захисників острова Зміїного. Текст отримав досить швидке та широке поширення соціальними мережами, його відеоверсія з'явилася у викладенні київської театральної спільноти DSP.
Після підриву вузлів залізничного сполучення між Україною та Росією росіяни запросили відновити зв'язок нібито «з гуманітарними цілями», на що отримали відповідь «Російський потяг, йди нахуй!».

## Вшанування захисників
Загиблі під час звільнення острова Зміїний:
- Бійці ГУР:
  - Руслан Попов, капітан 1-го рангу;
  - Олег Зайцев, молодший лейтенант;
  - Віталій Ігнатенко, солдат.
- Бійці «Альфи» СБУ:
  - Володимир Кисельов, капітан;
  - Олександр Крикуненко, майор.
- Воїни морської авіації Військово-Морських сил:
  - Ігор Бедзай, полковник;
  - Михайло Заремба, майор;
  - Сергій Мущицький, капітан;
  - Юрій Пирог, штаб-сержант;
  - Василь Ільчук, старший сержант.
- Воїни Військово-Морських сил:
  - Сухоруков Олександр Юрійович, старший лейтенант;
  - Тукмачов Сергій Іванович, капітан-лейтенант;
  - Ляшко Володимир Андрійович, старшина ІІ статті;
  - Костюк Владислав Сергійович, матрос;
  - Сітявін Андрій Сергійович, матрос.
- Воїни Повітряних сил:
  - Михайло Матюшенко, полковник;
  - Юрій Красильніков, майор.

Військовослужбовці удостоєні звання Героя України:
- Бедзай Ігор Володимирович, полковник Військово-Морських Сил;
- Зайцев Олег Григорович, молодший лейтенант Головного управління розвідки;
- Ігнатенко Віталій, солдат Головного управління розвідки;
- Кісельов Володимир Володимирович, капітан Служби безпеки України;
- Крикуненко Олександр Валерійович, майор Служби безпеки України;
- Попов Руслан Юрійович, полковник Головного управління розвідки.[45]
- Матюшенко Михайло Юрійович, полковник Повітряних сил ЗСУ;
- Красильніков Юрій Миколайович, майор Повітряних сил ЗСУ.